# Batizovce
Batizovce es un municipio del distrito de Poprad en la región de Prešov, Eslovaquia, con una población estimada a final del año 2024 de 2587 habitantes.
Se encuentra ubicado al oeste de la región, cerca del río Poprad (cuenca hidrográfica del río Vístula) y de la frontera con la región de Žilina.

## Demografía
| Año        | 1994 | 2004     | 2014  | 2024     |
| ---------- | ---- | -------- | ----- | -------- |
| Población  | 1846 | 2130     | 2343  | 2587     |
| Diferencia |      | +15,38 % | +10 % | +10,41 % |

| Año        | 2023 | 2024    |
| ---------- | ---- | ------- |
| Población  | 2568 | 2587    |
| Diferencia |      | +0,73 % |